# Lieveling (Gerard Joling)
Lieveling is een nummer van de Nederlandse zanger Gerard Joling uit 2016. Het is de tweede single en tevens het titelnummer van zijn gelijknamige album.
Het vrolijke nummer werd een klein hitje in Nederland. Het haalde de 20e positie in de Nederlandse Tipparade. Ook in Vlaanderen werd het nummer slechts een tip.